# APK
APK (Android Package Kit) е файлов формат, използван.

## Описание
APK наподобява форматите, използвани от мениджърите на пакети в различните GNU/Linux дистрибуции. APK файлът е компилирана Android програма. Съдържа целия програмен код, ресурсите, сертификатите за сигурност (ако има такива) и метаданните.
На всички смартфони, работещи с Android, могат да се инсталират приложения посредством изпълнение на APK файл, вместо да се изтеглят от Google Play. Това обаче не е препоръчително за неопитните потребители, тъй като крие сериозен риск от заразяване на устройството.
APK файлът представлява архив със следната структура:
```
|-- AndroidManifest.xml
|-- META-INF
|   |-- CERT.RSA
|   |-- CERT.SF
|   `-- MANIFEST.MF
|-- classes.dex
|-- res
|   |-- drawable
|   |   `-- icon.png
|   `-- layout
|       `-- main.xml
`-- resources.arsc
```

## Други формати
Инсталационните файлове за Android могат да са със следните разширения:
- *.apk – обикновен инсталационен файл, който се изпълнява от всяко Android устройство, в такъв формат се съхраняват приложенията в Google Play;
- *.xapk – освен характерните за *.apk обекти може да съдържа и мултимедийни файлове, такива не се съхраняват в Google Play;
- *.apks – архив, който съдържа няколко *.apk файла, компилирани за различен хардуер, използва се, ако едно приложение е разработено за много архитектури;
- *.apkm – специфичен формат, разработен от частна компания, не е широко разпространен.